# Dakgoot

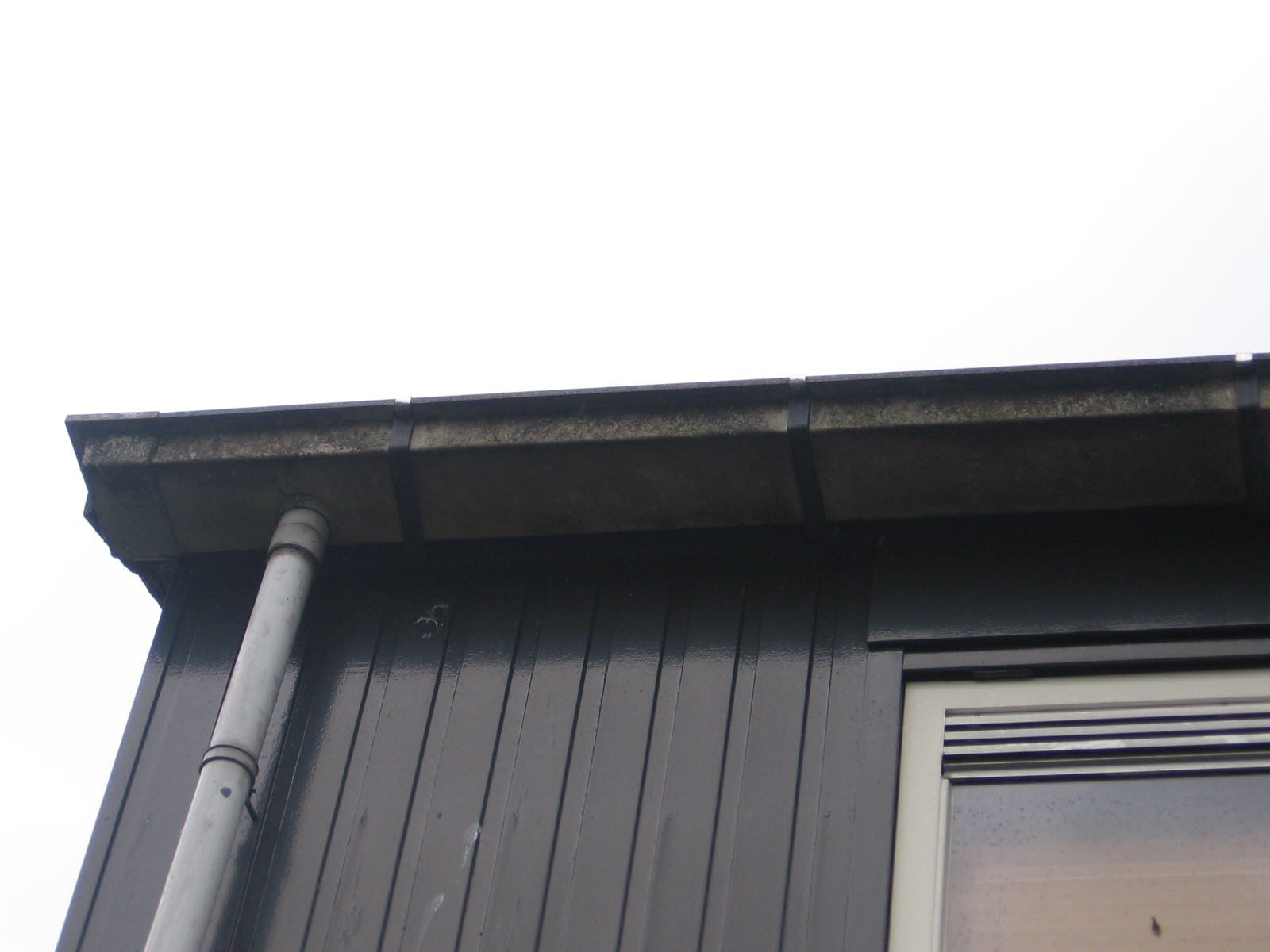
Rechthoekige dakgoot

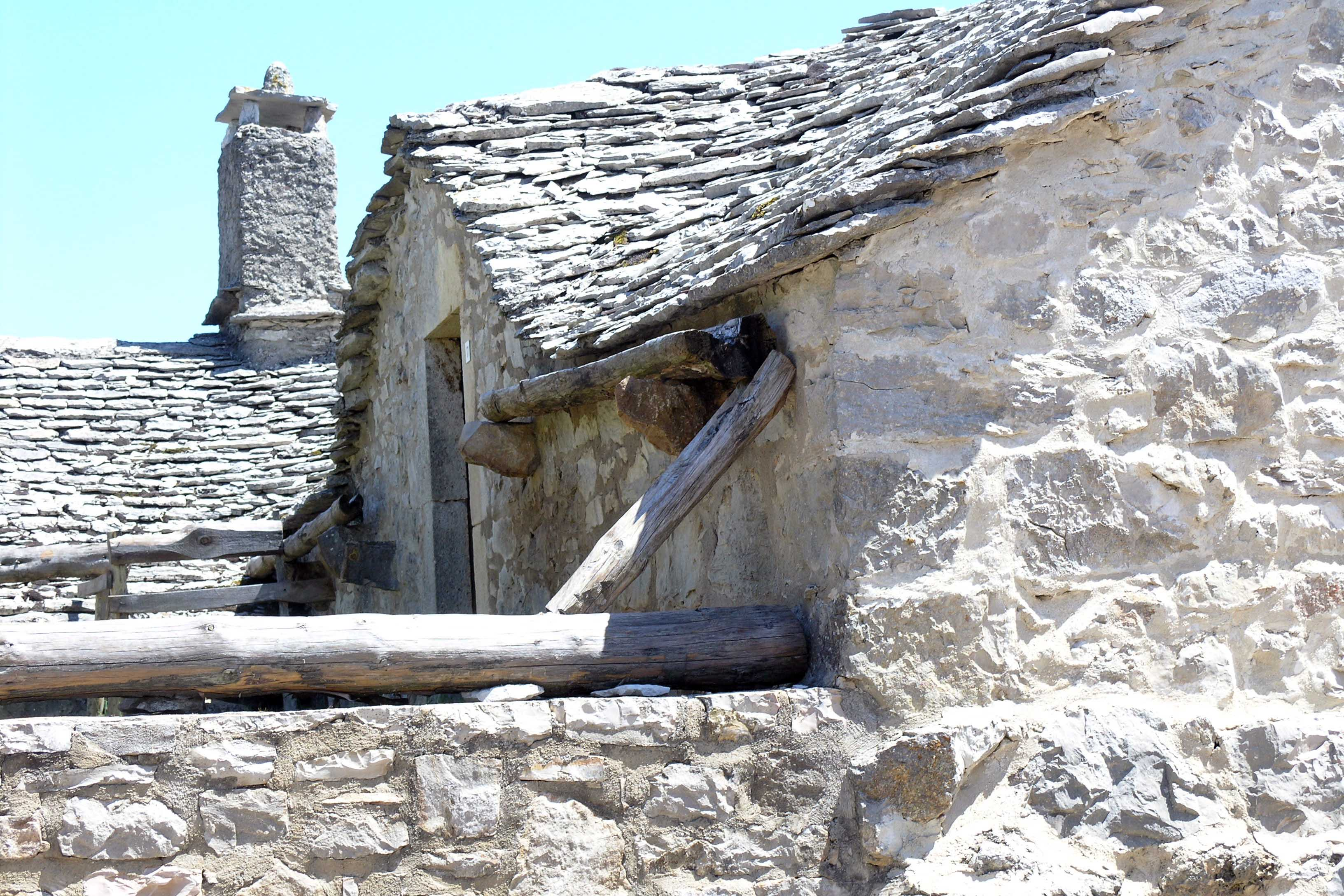
Houten dakgoot

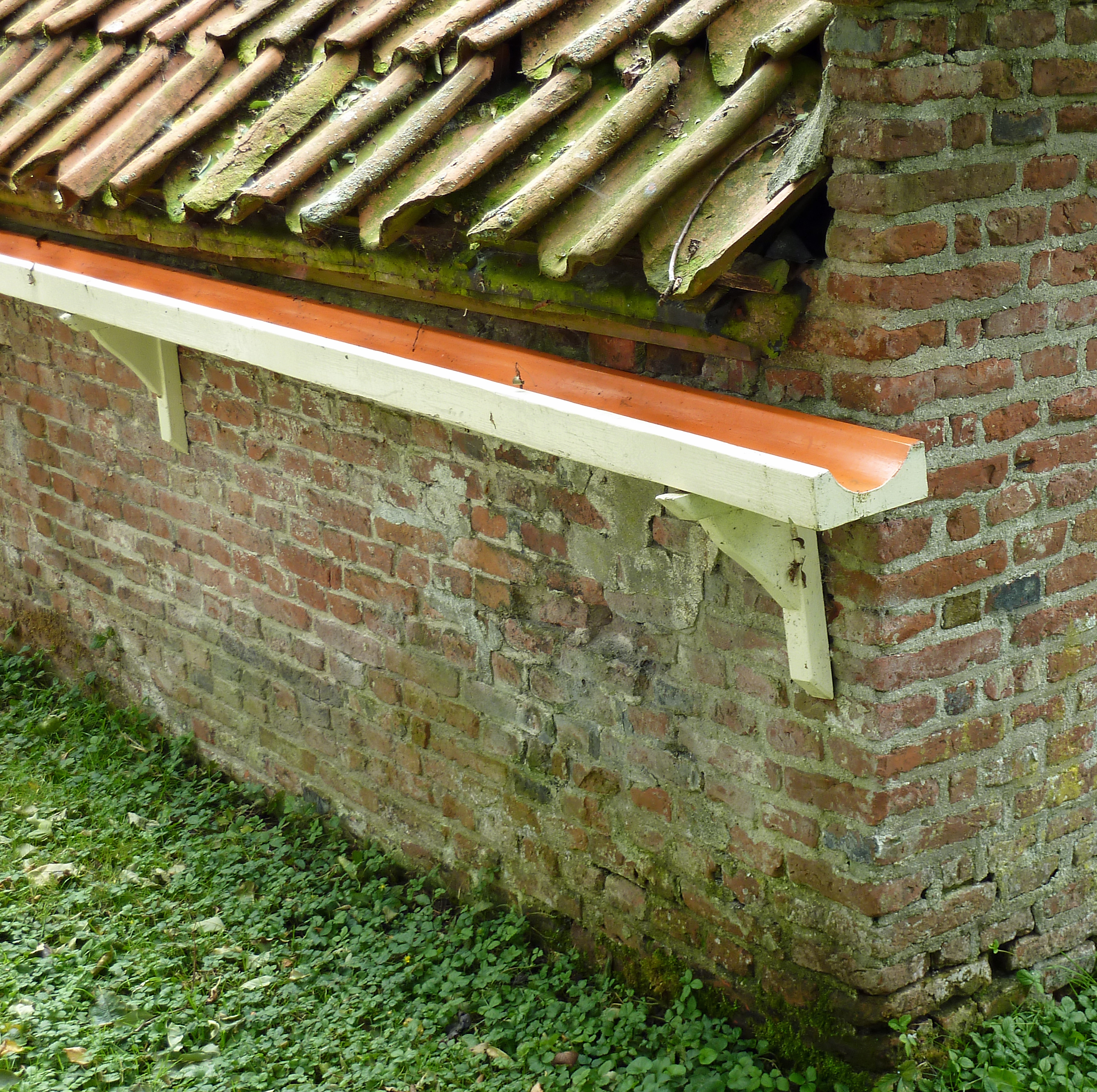
Mastgoot, uitgeholde houten rib

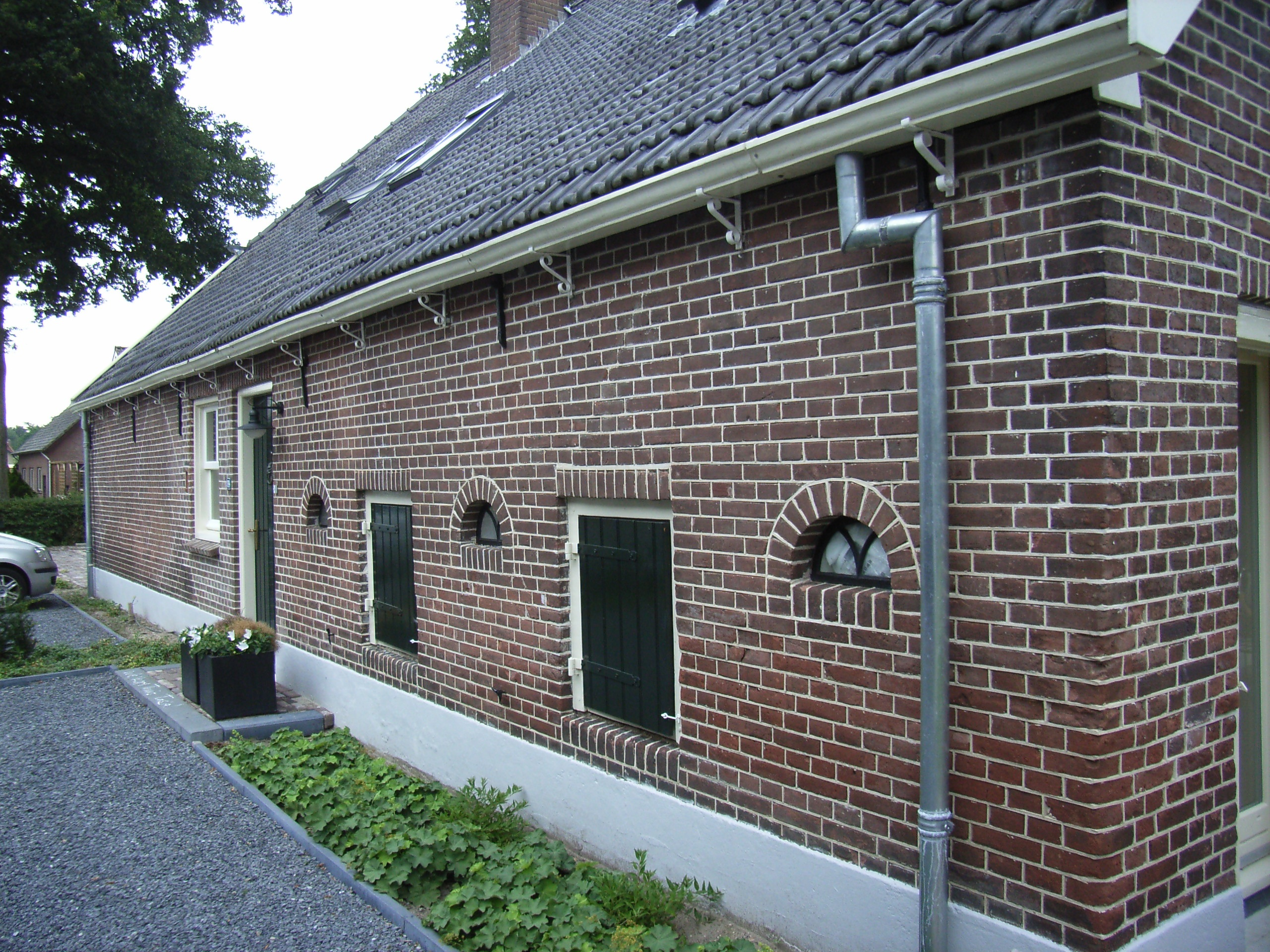
Gietijzeren dakgoot met zinken regenpijp

Een dakgoot of goot is een langgerekte bakvormige (bakgoot) of halfronde (mastgoot) constructie, die tot doel heeft, het van het dak komende regen- en smeltwater op te vangen en af te voeren naar op bepaalde plaatsen aangebrachte verticale afvoerpijpen die aangesloten zijn dan wel uitkomen op de riolering, een regenton, een put of een infiltratiekrat.
Een dakgoot voorkomt dat het regenwater direct van het dak op de grond valt of tegen de gevel waait. Gebeurt dit wel, dan ontstaan op deze plek ongewenste gaten en plassen. Om deze reden werd in het verleden in plaats van een dakgoot bijvoorbeeld een smalle strook bestrating of verharding met grind of puin aangebracht. Hier en daar is dit nog te zien bij historische boerderijen.

## Plat dak
Gebouwen met een plat dak hebben doorgaans geen dakgoot, maar een afvoer direct naar een regenpijp. Deze afvoer is op het laagste punt van het dak gemonteerd. Als er voldoende afschot is, stroomt het regenwater direct naar de afvoer.

## Vorm en constructie
Er zijn verschillende gootconstructies te onderscheiden:
- houten (bak)goten bekleed met zink;
- half ronde zinken goten;
- mastgoot (1) een uitgeholde houten rib;
- mastgoot (2), een half ronde zinken goot;
- zakgoot, horizontale[1] goot tussen twee hellende daken;
- kilgoot, een goot tussen twee naar binnen gerichte dakvlakken;
- goten op en binnen de muren, zoals een keulse goot: water, afkomstig van een goot waaraan geen rechtstreekse afvoerpijp kan worden bevestigd, wordt doorheen het gebouw via een "keulse goot" getransporteerd tot bij een andere goot of afvoerpunt;[2]
- Verholen goot, afwateringssysteem dat onzichtbaar is voor het blote oog[3]. Deze wordt vaak (deels) onder dakpannen geplaatst om het hemelwaterafvoersysteem weg te werken in het gebouw

## Materiaal
Traditioneel worden dakgoten van zink gemaakt. Doordat de kosten van zink als basismateriaal zijn gestegen worden er tegenwoordig ook dakgoten van kunststof (pvc) gebruikt. De zinkprijs is de laatste jaren weer gedaald, terwijl de kosten van aardolie (grondstof voor kunststof) flink zijn gestegen. Hierdoor is de zinken dakgoot weer een alternatief. Tevens is het zo dat zink zich gemakkelijk laat bewerken (buigen, knippen, solderen) en dat is wenselijk omdat op de bouwplaats vaak zaken op maat worden gemaakt.
Bij restauratie van historische gebouwen worden naast zinken soms koperen regenpijpen gebruikt. Andere materialen zijn aluminium en prefab beton. Er werd in het verleden ook gebruikgemaakt van andere materialen voor de goot, zoals gietijzer. Gietijzer kenmerkt zich door een lange levensduur. Door het grote gewicht en het feit dat de kunde om gietijzeren dakgoten te maken bijna niet meer bestaat zijn er niet veel gietijzeren dakgoten meer bekend.
Er werd vroeger beweerd dat door het jarenlange gebruik van zink in dakgoten en regenpijpen in Nederland in de stedelijke gebieden bijna overal sprake zou zijn van diffuse bodemverontreiniging met zink. Het is echter wetenschappelijk bewezen dat deze afspoel-effecten niet schadelijk zijn.

## Overheid

### Nederland
Het Bouwbesluit bepaalt in artikel 3.41 t/m 3.45 dat ieder dak een hemelwaterafvoer moet hebben, zodat er voor de gezondheid geen nadelige situaties kunnen ontstaan.